# Gazeta Śląska
Gazeta Śląska (podtytuł: „Tygodnik poświęcony przygotowaniu rezerw wojskowych oraz sprawie powstańców w każdej dziedzinie”) – organ istniejącej od listopada 1924 do lipca 1925 Rady Naczelnej Powstańców Śląskich z Alfonsem Zgrzebniokiem na czele, która ukonstytuowała się po zawieszeniu w czynnościach pszczyńskiego zarządu powiatowego Związku Powstańców Śląskich przez Zarząd Główny za krytykę jego polityki finansowej. Od sierpnia 1925 do stycznia 1926 była ona czasopismem Związku byłych Powstańców i Żołnierzy (powstałego po rozwiązaniu się Rady Naczelnej Powstańców Śląskich, opozycyjnego wobec ZPŚ). W skład komitetu redakcyjnego gazety wchodzili: Alfons Zgrzebniok, Stanisław Krzyżowski i Józef Michalski. Wydawcą pisma był Zygmunt Skrodzki.